# Hōsekisho Richard-shi no Nazo Kantei
Hōsekisho Richard-shi no Nazo Kantei (jap. 宝石商リチャード氏の謎鑑定) ist eine japanische Light-Novel-Reihe von Nanako Tsujimura mit Illustrationen von Utako Yukihiro, die seit 2015 erscheint. 2019 kam eine Adaption als Manga heraus, 2020 dann eine Anime-Fernsehserie, die international als The case files of Jeweler Richard veröffentlicht wurde. Das Drama handelt vom Juwelier Richard und seinem Gehilfen Seigi Nakata, die gemeinsam die Geheimnisse hinter den Juwelen ihrer Auftraggeber erkunden.

## Inhalt
Eines Nachts hilft der Student Seigi Nakata (中田正義) dem Juwelier Richard Ranasingha de Vulpian (リチャード・ラナシンハ・ドヴルピアン), einem gutaussehenden Europäer, als der auf der Straße angegriffen wird. Die Bekanntschaft kommt Seigi gelegen, denn er vertraut dem Juwelier und beauftragt ihn, die Herkunft eines Erbstücks seiner Großmutter herauszufinden. Es kommt heraus, dass dieses vor vielen Jahrzehnten von Seigis Großmutter gestohlen wurde, was Seigi bereits wusste, ohne es zu verraten. Da er nun die frühere Besitzerin kennt, will er ihr den Saphir zurückgeben. Doch die alte Frau will, dass er ihn behält. Und Richard ist von Seigis Ehrlichkeit so eingenommen, dass er ihm anbietet, bei ihm als Aushilfe zu arbeiten. Seigi nimmt an und bereitet nun regelmäßig die Kundengespräche in Richards Büro vor, wo ihn die unterschiedlichsten Menschen aufsuchen, um ihn mit der Suche nach einem Edelstein oder nach Informationen darüber zu beauftragen.
Bei seiner Arbeit lernt Seigi viel über die verschiedensten Juwelen und die Bedeutung der Steine, aber auch darüber, was die Steine ihren Besitzern bedeuten, welches Unheil sie bringen oder wofür sie benutzt werden können. Richard lehrt ihn auch bessere Umgangsformen – schließlich soll er sich den Kunden gegenüber angemessen verhalten – und bemerkt auch, dass Seigis Ehrlichkeit und Gerechtigkeitssinn ihm immer wieder im Wege stehen. Er ist naiv und zögerlich, manchmal ängstlich aus Furcht, anderen zu schaden. Dabei schadet sich Seigi selbst und bereitet seinen Freunden Sorgen. So gibt Richard ihm immer wieder Rat; Seigi bewundert ihn für seine Weisheit und – wenn auch verborgene – Liebenswürdigkeit. So kommt es dazu, dass Seigi durch Richard erkennt, dass ein früherer Schulfreund Richard mit einem Edelstein austricksen will, und ein andermal hilft Richard ihm, seiner Kommilitonin Shōko Tanimoto seine Liebe zu gestehen.
Doch eines Tages ist Richard verschwunden, ohne dass er seine Abreise angekündigt hätte. Seigi ist niedergeschlagen und besorgt. Der Laden wird bald von Richards Meister Saul Ranasinha wiedereröffnet. Von ihm erfährt Seigi über Richards Leben in Sri Lanka und die Familie, aus der er stammt. Richard ist nun in London und Seigi reist ihm hinterher, um ihm zur Seite zu stehen. Dort trifft er Richards Cousin Jeffrey Claremont. Der erklärt ihm, dass sich die Familie über das Erbe des Großvaters zerstritten hat, zu dem ein 300 Millionen Pfund teurer Diamant gehört. Sein Bruder Henry leidet seither unter einem psychischen Schock, die drei früher eng befreundeten Clairemonts meiden sich. Das Erbe kann nur angetreten werden, wenn Richard eine Ehe zu bestimmten Bedingungen eingeht, dessen er sich bisher verweigert und jedem Kontakt zur Familie entflieht. Schließlich offenbart Richard sich Seigi, der jedoch einwilligt, Jeffrey zu helfen. Es stellt sich heraus, dass auch er ein möglicher Heiratskandidat für Richard wäre. So inszenieren sie vor den Anwälten der Familie die Verlobung und erhalten den Diamanten. Seigi will ihn zerstören, scheitert aber, da es sich nur um einen wesentlich weniger wertvollen weißen Saphir handelt. Der erwartete Reichtum bleibt zwar aus, doch der Familienfrieden ist wiederhergestellt. Richard aber macht Seigi schwere Vorwürfe, dass er ihm hinterhergereist und ein so großes Risiko auf sich genommen hat. Zurück in Japan, wo Richard von nun an regelmäßig in seinem nun von Saul Ranasinha geführten Laden vorbeischaut, will er Seigis Einsatz für ihn nach einiger Zeit erwidern: Als Seigis leiblicher Vater, der seine Mutter schlug und von der Familie lange getrennt lebt, wieder auftaucht, Seigi nachstellt und unter Druck setzt, ist es Richard, der Seigi zusammen mit dessen Stiefvater hilft und den Stalker vertreibt.

## Buch-Veröffentlichungen
Die Light Novel erscheint seit Dezember 2015 beim Verlag Shūeisha in bisher zwölf Bänden. Eine englische Fassung erscheint bei Seven Seas Entertainment.
Im November 2019 startete im Magazin Comic Zero-Sum bei Ichijinsha eine Adaption als Manga, die von Mika Akatsuki gezeichnet wurde. Sie umfasst bisher fünf Bände. Eine englische Übersetzung erscheint ebenfalls bei Seven Seas.

## Animeserie
Beim Studio Shuka entstand unter der Regie von Tarō Iwasaki eine 12-teilige Adaption der Light Novel als Anime für das japanische Fernsehen. Hauptautorin war Mariko Kunisawa. Das Charakterdesign stammt von Natsuko Kondō und die künstlerische Leitung lag bei Mio Isshiki. Tonregie führte Satoshi Motoyama und für die Kameraführung war Tomoyuki Shiokawa verantwortlich. Die je 25 Minuten langen Folgen wurden vom 9. Januar bis 26. März 2020 von den Sendern Nippon BS, Tokyo MX und WOWOW in Japan gezeigt. International wurde der Anime von Crunchyroll per Streaming veröffentlicht, unter anderem mit deutschen und englischen Untertiteln.

### Synchronisation
| Rolle                         | japanischer Sprecher (Seiyū) |
| ----------------------------- | ---------------------------- |
| Richard Ranashinha de Vulpian | Takahiro Sakurai             |
| Seigi Nakata                  | Yūma Uchida                  |
| Shōko Tanimoto                | Kana Hanazawa                |
| Saul Ranashinha Ali           | Madoka Shiga                 |
| Jeffrey Claremont             | Masaya Matsukaze             |
| Haruyoshi Shimomura           | Yūichi Iguchi                |
| Henry Claremont               | Yuuki Kaji                   |

### Musik
Die Musik der Serie wurde komponiert von Nobuko Toda. Der Vorspanntitel ist Hōseki no Umareru Toki (宝石の生まれるとき) von Nagi Yanagi und das Lied des Abspanns ist Only for you von Da-iCE.